# Goodman (titolo)
Goodman ("buon uomo") è un titolo di cortesia usato un tempo nella lingua inglese, analogo all'attuale Mister (Mr.). Un uomo a cui ci si rivolgeva con questo titolo era tuttavia di condizione sociale inferiore a coloro ai quali spettava il titolo Mister.  
Il suo corrispettivo femminile era Goodwife.
Questi termini erano utilizzati in Inghilterra e nella Nuova Inghilterra puritana. Attualmente devono gran parte della loro conoscenza al fatto di essere stati utilizzati nel dramma di Arthur Miller Il crogiuolo e nel racconto di Nathaniel Hawthorne Il giovane Goodman Brown.
Nella sua opera del 1577 Description of England, il pastore William Harrison scrisse: 
( William Harrison, A Description of England, III, 1577,  cap. 4, p. 25. Ospitato su Bartleby.com.)